# رابانيرا ديل باينار
بلدية رابانيرا ديل باينار (بالإسبانية: Rabanera del Pinar)‏، هي إحدى بلديات مقاطعة برغش، التي تقع في منطقة قشتالة وليون، والتي تقع في شمال غرب إسبانيا. يبلغ عدد سكانها 135 نسمة وفقاً لإحصائية سنة (2002).